# Municipio di Schmargendorf
Il municipio di Schmargendorf (in tedesco Rathaus Schmargendorf) è l’edificio che ospitava l’amministrazione del comune rurale di Schmargendorf, annesso alla città di Berlino nel 1920.
L’edificio è posto sotto tutela monumentale (Denkmalschutz).

## Storia
L’edificio venne eretto dal 1900 al 1902 su progetto di Otto Kerwien, come municipio dell’allora comune rurale di Schmargendorf.

## Caratteristiche
Il municipio sorge all’angolo fra la Berkaer Straße e il Berkaer Platz, con la facciata principale rivolta su quest’ultimo.
Venne costruito ispirandosi allo stile gotico baltico della Marca di Brandeburgo, con il tipico stilema delle fasce in mattoni che incorniciano delle superfici intonacate; tale stile fu scelto dal progettista per richiamare l’epoca medievale, considerata una sorta di “età dell’oro” per le città tedesche.
L’angolo è marcato da una torre merlata e coronata da un tetto conico, che segnala la presenza del municipio e ne evidenzia il ruolo urbanistico preminente.